# Dynamo FC
Dynamo Football Club (kurz Dynamo FC, auch Dynamo Parakou) ist ein beninischer Fußballverein aus Parakou, Département Plateau. Gegründet wurde der Club im Jahr 1998 unter dem Namen Dynamo Unacob FC de Parakou. Mit Stand Februar 2023 spielt er im Championnat National du Benin, der ersten Liga des Landes, und trägt seine Heimspiele im Stade Municipal de Parakou aus, das 7000 Plätze umfasst.

## Bekannte Spieler
Die Spieler kamen wenigstens einmal für die Nationalmannschaft zum Einsatz:
- Rachidi Imorou (* 1982)[4]
- Bachirou Sika (* 1999)[5]